# Europejska Nagroda Muzyczna MTV dla najlepszego wykonawcy pop
Europejska Nagroda Muzyczna MTV dla najlepszego wykonawcy pop – nagroda przyznawana przez redakcję MTV Europe podczas corocznego rozdania MTV Europe Music Awards. Nagrodę dla najlepszego wykonawcy pop po raz pierwszy przyznano w 1998 r. Od 2007 r. nagroda zastąpiona została nagrodą dla najlepszego wykonawcy urban music (muzyki miejskiej). O zwycięstwie decydowali widzowie za pomocą głosowania internetowego i telefonicznego (smsowego).

## Zwycięzcy i nominowani

### 1998
- Spice Girls
  - Aqua
  - Backstreet Boys
  - Boyzone
  - Five

### 1999
- Britney Spears
  - Backstreet Boys
  - Boyzone
  - Five
  - Ricky Martin

### 2000
- All Saints
  - Backstreet Boys
  - *NSYNC
  - Britney Spears
  - Robbie Williams

### 2001
- Anastacia
  - Atomic Kitten
  - *NSYNC
  - Shaggy
  - Britney Spears

### 2002
- Kylie Minogue
  - Anastacia
  - Enrique Iglesias
  - Pink
  - Shakira

### 2003
- Justin Timberlake
  - Christina Aguilera
  - Kylie Minogue
  - Pink
  - Robbie Williams

### 2004
- The Black Eyed Peas
  - Anastacia
  - Avril Lavigne
  - Britney Spears
  - Robbie Williams

### 2005
- The Black Eyed Peas
  - Gorillaz
  - Shakira
  - Gwen Stefani
  - Robbie Williams

### 2006
- Justin Timberlake
  - Christina Aguilera
  - Madonna
  - Shakira
  - Robbie Williams

### 2010
- Lady Gaga
  - Miley Cyrus
  - Katy Perry
  - Rihanna
  - Usher

### 2011
- Justin Bieber
  - Britney Spears
  - Katy Perry
  - Lady Gaga
  - Rihanna

### 2012
- Justin Bieber
  - Katy Perry
  - No Doubt
  - Rihanna
  - Taylor Swift

### 2013
- One Direction
  - Justin Bieber
  - Miley Cyrus
  - Katy Perry
  - Taylor Swift

### 2014
- One Direction
  - 5 Seconds of Summer
  - Ariana Grande
  - Miley Cyrus
  - Katy Perry

### 2015
- One Direction
  - 5 Seconds of Summer
  - Ariana Grande
  - Justin Bieber
  - Taylor Swift

### 2016
- Fifth Harmony
  - Ariana Grande
  - Justin Bieber
  - Rihanna
  - Selena Gomez
  - Shawn Mendes

### 2017
- Camila Cabello
  - Demi Lovato
  - Miley Cyrus
  - Shawn Mendes
  - Taylor Swift

### 2018
- Dua Lipa
  - Ariana Grande
  - Camila Cabello
  - Hailee Steinfeld
  - Shawn Mendes